# Сандоваль, Хосе Леон
Хосе Леон Сандоваль (исп. José León Sandoval, 1789—1854) — никарагуанский политик, занимавший пост Верховного директора страны с 1845 по 1847 годы.

## Биография
Родился в 1789 году в Гранаде, ставшей после обретения Никарагуа независимости оплотом консервативных сил, в противовес Леону, служившему оплотом либералам. Когда в 1844 году в страну вторглась сальвадорско-гондурасская «Армия защиты мира» под командованием сальвадорского президента Малеспина, то гранадские консерваторы не только не пришли на помощь Верховному директору Мадрису, героически оборонявшему Леон, а наоборот, присоединились к интервентам. После того, как Леон был практически стёрт с лица земли, собравшийся в Масае парламент избрал новым Верховным директором Хосе Леона Сандоваля, который и подписал мирный договор.
Сандоваль оказался плохим управленцем, из-за недовольства действиями его администрации в стране начались народные волнения, и он даже был временно лишён полномочий, которые были переданы Хосе Марии Сандерсу, а затем — Эрменехильдо Сепеде. Однако Сандоваль смог оправдаться, и парламент вернул ему власть.
Самым важным для будущего Никарагуа действием Сандоваля на посту Верховного директора оказалось то, что 24 июля 1846 года он дал деревне Манагуа, насчитывавшей в то время менее 10 тысяч жителей, статус города.